# Cimetière Sankt Marx de Vienne
Le cimetière Sankt Marx (Sankt Marxer Friedhof) est un cimetière du district de Landstrasse de Vienne, utilisé de 1784 à 1874. Il contient les restes et la tombe non identifiée de Wolfgang Amadeus Mozart.

## Historique
Déjà depuis le XVIe siècle, il y avait eu des efforts à Vienne pour interdire les cimetières du centre ville. Ces réformes, cependant, ont été particulièrement difficiles à appliquer, car la population viennoise ne voulait pas abandonner ses coutumes. Ce n'est qu'à la fin du dix-huitième siècle que l'empereur Joseph II, après une épidémie, réussit à fermer les cimetières dans les quartiers urbains et à interdire les enterrements dans les églises et les monastères situés dans les murs de la ville.
Le cimetière a été nommé d'après une chapelle voisine qui avait été consacrée à saint Marc. Il a ouvert ses portes en 1784 à la suite d'un décret de l'empereur Joseph II. Le décret ordonnait également que les corps soient enterrés dans des tombes non marquées, sans cercueils et sans embaumement. Ce règlement n'est cependant jamais vraiment entré en vigueur à Vienne, parce que les autorités de la ville ont refusé de l'approuver. La population ne voulait pas connaître à nouveau les fosses communes des temps de peste.
Ainsi, l'hypothèse commune selon laquelle la tombe de Mozart n'était pas marquée parce qu'il était trop pauvre est fausse. Son enterrement en 1791 après une cérémonie funèbre à la cathédrale Saint-Étienne a simplement respecté les règlements du moment.

## Personnalités enterrées au cimetière
Le cimetière contient les tombes de
- Johann Georg Albrechtsberger
- Elias Parish Alvars
- Joseph Drechsler
- Anton Diabelli
- Ernst von Feuchtersleben
- Johann Gänsbacher
- Anna Gottlieb
- Louis Montoyer
- Josef Madersperger (en)
- Wolfgang Amadeus Mozart
- Franz Pfeiffer
- Josef Strauss
- Franz Xaver Süßmayr (tombe non marquée)
- Alexandre Ypsilántis
- Carl Ludwig Hummel.

## Mozart
La personne la plus célèbre à être enterrée au cimetière Sankt Marx est Wolfgang Amadeus Mozart. Les tentatives ultérieures pour localiser sa fosse ont toutes échoué, y compris une recherche effectuée par sa veuve, 17 ans après la mort de Mozart et une autre recherche effectuée par Vincent Novello en 1829. En 1855, une pierre tombale a été érigée à l'endroit que l'on présumait être la bonne place. Plus tard, la pierre a été transférée dans un groupe de tombes de musiciens célèbres au cimetière central. Au cimetière de Sankt Marx, un cénotaphe a remplacé la pierre tombale, grâce à la générosité de plusieurs contributeurs. Le mémorial connu aujourd'hui a été rénové par le sculpteur viennois Florian Josephu-Drouot en 1950.

## Après la fermeture
Au fil des années, le reste du cimetière s'est détérioré. Au XXe siècle, le cimetière a été restauré, placé sous statut de monument historique et ouvert au public en 1937.

## Source de la traduction
- (en)/(de) Cet article est partiellement ou en totalité issu des articles intitulés en anglais « St. Marx Cemetery » (voir la liste des auteurs) et en allemand « Sankt Marxer Friedhof » (voir la liste des auteurs).